# حركة موجهة

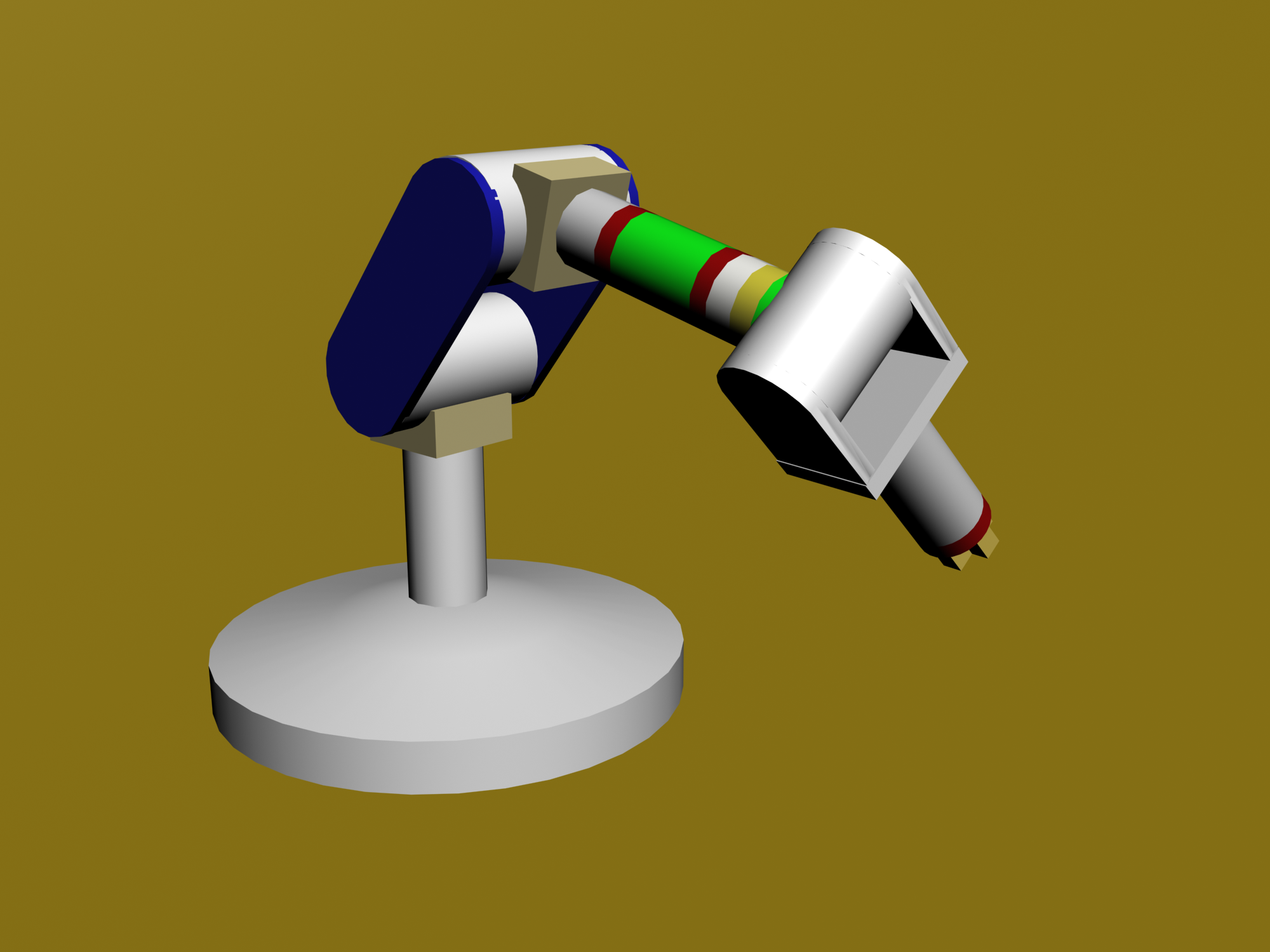

الحركة الموجهة هي عملية حساب وضع واتجاه نهاية الروبوت العاملة كتابع لزاواية المفاصل. ويستعمل هذا الحساب بشكل واسع في الإنسالة وألعاب الفيديو وتحريك الرسوم وتعرف العملية العكسية بالحركة العكسية.
من أجل سلسلة من n مفصل ولتكن {\displaystyle \theta _{i}} زاوية المفصل i تعطى قيم الزوايا {\displaystyle \theta _{0}} ... {\displaystyle \theta _{n}}, بالنسبة إلى إلى المفصل 0 بالعلاقة
{\displaystyle {}^{0}T_{n}=\prod _{i=1}^{n}{}^{i-1}T_{i}(\theta _{i})}
حيث {\displaystyle {}^{i-1}T_{i}(\theta _{i})} هي مصفوفة التحويل من المرحلة {\displaystyle i} إلى المرحلة أو المفصل {\displaystyle i-1}.